# Axel Wittke
Axel Wittke (* 25. März 1960 in Oebisfelde) ist ein ehemaliger deutscher Fußballspieler, der in der DDR-Oberliga und der 2. Fußball-Bundesliga aktiv war. Mit dem 1. FC Magdeburg wurde er im DDR-Fußball in der Spielzeit 1982/83 Pokalsieger. Er spielte für die ostdeutsche Olympiaauswahl und war zuvor in den Junioren- und Nachwuchsnationalmannschaften des DFV. Nach seiner aktiven Karriere war Wittke auch als -trainer tätig.

## Sportliche Laufbahn

### 1. FC Magdeburg
Wittke kam 1968 von der BSG Aufbau Börde Magdeburg zur Schülermannschaft des 1. FC Magdeburg und durchlief dort die weiteren Nachwuchsmannschaften. Zur Saison 1978/79 nominierte der FCM Wittke erstmals für sein Oberligaaufgebot, in dem er als Mittelfeldspieler vorgesehen war.
Zu seinem ersten Einsatz im Magdeburger Erstligateam kam er im Pokalspiel bei Stahl Thale am 14. Oktober 1978. Danach musste er sechzehn Monate warten, ehe er erstmals in einem Oberligapunktspiel aufgeboten wurde. Während dieser Zeit wurde er in der Nachwuchsoberliga eingesetzt. Am 14. Spieltag der Saison 1979/80, dem 23. Februar 1980, ersetzte er in der Begegnung Wismut Aue – 1. FCM (0:0) den nicht einsatzbereiten Klaus Decker als rechten Mittelfeldspieler. Diese Saison beendete Wittke mit insgesamt zehn Oberligaspielen. Den Durchbruch zum Stammspieler schaffte er erst in der Saison 1982/83, in der er 20 der insgesamt 26 Oberligapunktspiele bestritt.
Am 4. Juni 1983 feierte er mit dem Gewinn des DDR-Fußballpokals den größten Erfolg seiner sportlichen Laufbahn. Beim 4:0-Finalsieg über den FC Karl-Marx-Stadt baute er mit dem zweiten Magdeburger Tor die Führung der Elbestädter aus. Seine meisten Saisonpunktspiele bestritt Wittke in der Spielzeit 1984/85, als 23-mal zum Einsatz kam. Am Ende der Saison 1987/88 standen auf seinem Konto 149 Oberligaspiele mit 13 Toren, dazu 21 nationale Pokalspiele (3 Tore) sowie vier Einsätze im Europapokal.

### 1. FC Union
Im Sommer 1988 wechselte Wittke vom 1. FC Magdeburg zum Oberligakonkurrenten 1. FC Union Berlin. Da der FCM aber die Freigabe verweigerte, wurde Wittke für sechs Monate gesperrt. Erst am 13. Spieltag, dem 3. Dezember 1988, kam er in der Begegnung 1. FC Union – Dynamo Dresden (1:3) erstmals in der Oberligamannschaft zum Einsatz. Er erzielte zwar das zwischenzeitliche 1:1, verschoss aber anschließend einen Strafstoß. Während seiner ersten Union-Saison wurde Wittke insgesamt in 14 Oberligapunktspielen eingesetzt. Union beendete die Spielzeit als Absteiger, sodass Wittke für ein Jahr in der zweitklassigen DDR-Liga spielen musste. Dort bestritt er 23 der 34 Punktspiele, verpasste aber am Ende der Saison den Wiederaufstieg in die Oberliga.

### Eisenhüttenstadt, Jena und Leipzig
Wittke schloss sich daher zu Beginn der Saison 1990/91 dem Eisenhüttenstädter FC Stahl an, der bereits seit einem Jahr in der Oberliga spielte. Er kam in 24 der 26 Punktspiele zum Einsatz, konnte aber nicht verhindern, dass die Eisenhüttenstädter mit Rang 9 die Qualifikation für die 2. Bundesliga verpassten. Dies nahm Wittke zum Anlass, den EFC nach einem Jahr wieder zu verlassen und sich dem FC Carl Zeiss Jena anzuschließen, der die Qualifikation für die 2. Bundesliga geschafft hatte. Auch in Jena wurde Wittke sofort Stammspieler und absolvierte von 1991 bis 1994 in drei Spielzeiten 100 Zweitligaspiele. 1994 stieg Jena in die drittklassige Regionalliga ab und Wittke wandte sich dem VfB Leipzig zu, der den Klassenerhalt in der 2. Bundesliga geschafft hatte. Von 1994 bis 1996 kam er noch einmal in zwei Spielzeiten insgesamt 25 Mal in Punktspielen zum Einsatz, danach beendete Wittke im Juni 1996 seine Laufbahn als Leistungssportler, nachdem er einen Monat vorher einen Wadenbeinbruch erlitten hatte.

### Auswahleinsätze
Im Jahr 1980 bestritt Wittke drei Länderspiele in der Nachwuchsauswahl des DFV. 1987 wirkte er in drei Qualifikationsbegegnungen der Olympiamannschaft der DDR für das olympische Fußballturnier 1988 mit. Insgesamt lief der Magdeburger für diese Elf in diesem Jahr siebenmal auf.

## Berufliches und Trainertätigkeit
Zu Beginn seiner fußballerischen Laufbahn war Wittke als Maschinenbauer ausgebildet worden und später nahm er ein Sportstudium. Nach dem Ende seiner sportlichen Laufbahn nahm er jedoch eine Tätigkeit im Bankgewerbe auf. Noch 2006 spielte er bei der Fußballmannschaft der Volksbank Saaletal mit. Ab Juli 2008 übernahm Wittke das Training des in der Landesklasse des Thüringer Fußball-Verbandes spielenden 1. Suhler SV. In dieser Funktion wurde er früh in der Saison 2009/10 abgelöst.

## Trivia
Seine Söhne Kevin (* 1984) und Ricky (* 1988) waren ebenfalls im Übergangsbereich zwischen Amateur- und bezahltem Fußball aktiv. Sein Bruder Jens spielte ebenfalls vor der Wende in der DDR in der Oberliga und nach der Wiedervereinigung in der 2. Bundesliga.